# Ватикано-ливанские отношения
Ватикано-ливанские отношения — двусторонние дипломатические отношения между Ватиканом и Ливаном. Обе страны установили дипломатические отношения в 1947 году. Святой престол имеет нунциатуру в Хариссе, а Ливан имеет посольство в Риме.
Святой престол играет важную роль в мирных переговорах Ливана. Он стремился объединить христианские группировки, которые были разделены после гражданской войны в Ливане. В то же время, он стремился уменьшить Христианско-мусульманскую напряженность и сохранить христианские общины, которые сокращаются во многих частях Ливана и в других странах Ближнего Востока.
Кардинал Насрулла Сфейр, близкий друг папы, оказал значительное влияние в местной политике Ливана. Иоанн Павел II был известен в качестве политического союзника Ливана.